# Reggina Calcio 2000-2001
Questa voce raccoglie le informazioni riguardanti la Reggina Calcio nelle competizioni ufficiali della stagione 2000-2001.

## Stagione

Il numero uno reggino Massimo Taibi (a destra) realizza il gol dell'1-1 allo scadere della gara interna con l'Udinese del 1º aprile 2001

Nella stagione 2000-2001 la Reggina, sempre allenata da Franco Colomba, esordisce con una prestigiosa vittoria (2-1) in casa contro l'Inter, ma successivamente inanella una serie negativa di otto sconfitte consecutive che demoralizzano l'ambiente. 
La squadra è riuscita tuttavia nel corso dei mesi a rientrare in corsa per l'obiettivo della permanenza in massima serie, agganciando Lecce e Verona al termine del torneo in quindicesima posizione, grazie alla vittoria sul Milan (2-1) il 17 giugno, con le concorrenti Bari, Napoli e Vicenza già retrocesse in Serie B. 
Per stabilire la quarta retrocessa si è tenuto conto della classifica avulsa con Verona e Lecce, per via della quale i salentini si sono trovati salvi, mentre la Reggina ha dovuto giocarsi la permanenza contro gli scaligeri, in un doppio spareggio; l'andata a Verona termina con una sconfitta per 1-0 e la vittoria degli amaranto per 2-1 nel ritorno al Granillo non è sufficiente ad evitare la retrocessione, a causa della regola dei gol fuori casa.
In Coppa Italia la Reggina è stata eliminata dall'Atalanta nel doppio confronto del primo turno. 
Gli abbonamenti sottoscritti per questa bella ma sfortunata stagione sono stati ben 22.500.

## Divise e sponsor
La squadra si è giovata nuovamente degli sponsor tecnico Asics e di maglia Mauro Caffè. Curiosamente, nelle ultime due partite casalinghe di campionato e nello spareggio di ritorno contro il Verona, i giocatori della Reggina hanno indossato il modello dell'anno precedente.

## Rosa
Rosa aggiornata al 2 febbraio 2015.
| N. |                       | Ruolo | Calciatore                 |
| -- | --------------------- | ----- | -------------------------- |
| 1  | Italia (bandiera)     | P     | Massimo Taibi              |
| 2  | Rep. Ceca (bandiera)  | D     | Martin Jiránek             |
| 3  | Italia (bandiera)     | D     | Luca Mezzano               |
| 4  | Portogallo (bandiera) | D     | Marco Caneira              |
| 5  | Italia (bandiera)     | C     | Andrea Zanchetta           |
| 6  | Italia (bandiera)     | D     | Giovanni Morabito          |
| 7  | Argentina (bandiera)  | A     | Gustavo Reggi              |
| 8  | Portogallo (bandiera) | C     | José Mamede                |
| 9  | Albania (bandiera)    | A     | Erjon Bogdani              |
| 10 | Italia (bandiera)     | C     | Francesco Cozza (capitano) |
| 11 | Italia (bandiera)     | A     | Massimo Marazzina          |
| 13 | Cile (bandiera)       | C     | Jorge Vargas               |
| 14 | Italia (bandiera)     | C     | Wladimiro Sbaglia          |
| 15 | Italia (bandiera)     | D     | Ivan Franceschini          |
| 16 | Italia (bandiera)     | D     | Alessandro Zoppetti        |
| 17 | Portogallo (bandiera) | C     | Paulo Sérgio da Costa      |

| N. |                           | Ruolo | Calciatore            |
| -- | ------------------------- | ----- | --------------------- |
| 18 | Italia (bandiera)         | C     | Salvatore Vicari      |
| 19 | Italia (bandiera)         | D     | Joseph Dayo Oshadogan |
| 20 | Italia (bandiera)         | C     | Ezio Brevi            |
| 21 | Italia (bandiera)         | D     | Lorenzo Stovini       |
| 22 | Italia (bandiera)         | P     | Emanuele Belardi      |
| 23 | Italia (bandiera)         | C     | Andrea Bernini        |
| 25 | Italia (bandiera)         | A     | Davide Possanzini     |
| 26 | Argentina (bandiera)      | C     | Ricardo Verón         |
| 27 | Italia (bandiera)         | C     | Pietro Arabia         |
| 28 | Italia (bandiera)         | A     | Gianluca Macrì        |
| 30 | Italia (bandiera)         | P     | Antonio Castelli      |
| 31 | Brasile (bandiera)        | C     | Mozart                |
| 32 | Italia (bandiera)         | A     | Maurizio Nassi        |
| 33 | Italia (bandiera)         | A     | Davide Dionigi        |
|    | Costa d'Avorio (bandiera) | C     | Serge Dié             |

## Risultati

### Serie A

#### Girone di andata
| Arbitro: | Cesari (Genova) |

|                              |           |            |
| Possanzini 45’ Marazzina 50’ | Marcatori | 10’ Recoba |

| Arbitro: | Bertini (Arezzo) |

|                              |           |               |
| Nuno Gomes 86’ Leandro 90+1’ | Marcatori | 69’ Marazzina |

| Arbitro: | Paparesta (Bari) |

|  |           |                         |
|  | Marcatori | 34’ (rig.) C. Lucarelli |

| Arbitro: | Trentalange (Torino) |

|                          |           |  |
| Oliveira 58’ Binotto 80’ | Marcatori |  |

| Arbitro: | Messina (Bergamo) |

|  |           |                    |
|  | Marcatori | 44’, 62’ Trezeguet |

| Arbitro: | Collina (Viareggio) |

|                               |           |             |
| Totti 30’ (rig.) Montella 71’ | Marcatori | 55’ Bogdani |

| Arbitro: | Bertini (Arezzo) |

|                                |           |  |
| Sosa 35’, 51’ Fiore 43’ (rig.) | Marcatori |  |

| Arbitro: | Collina (Viareggio) |

|  |           |                                       |
|  | Marcatori | 54’ Marino 70’ Calori 83’ M. Esposito |

| Arbitro: | Castellani (Verona) |

|                      |           |  |
| Salas 26’ Crespo 57’ | Marcatori |  |

| Arbitro: | De Santis (Tivoli) |

|             |           |              |
| Stovini 92’ | Marcatori | 1’ Bonazzoli |

| Arbitro: | Braschi (Prato) |

|                                                                          |           |                             |
| Baccin 5’ Magoni 20’ Amoruso 34’ Bellucci 56’ Troise 73’ Jankulovski 84’ | Marcatori | 67’ (rig.) Cozza 87’ Mozart |

| Arbitro: | Trentalange (Torino) |

|              |           |  |
| E. Brevi 75’ | Marcatori |  |

| Arbitro: | Castellani (Verona) |

|  |           |                  |
|  | Marcatori | 20’, 53’ Dionigi |

| Arbitro: | Collina (Viareggio) |

|             |           |  |
| Dionigi 23’ | Marcatori |  |

| Arbitro: | Treossi (Forlì) |

|                             |           |           |
| Innocenti 37’ Andersson 80’ | Marcatori | 28’ Cozza |

| Arbitro: | Braschi (Prato) |

|  |           |                                   |
|  | Marcatori | 19’ (rig.) Materazzi 38’ Liverani |

| Arbitro: | P. Rossi (Ciampino) |

|              |           |  |
| Leonardo 79’ | Marcatori |  |

#### Girone di ritorno
| Arbitro: | Serena (Bassano del Grappa) |

|                     |           |             |
| C. Vieri 41’ (rig.) | Marcatori | 22’ Dionigi |

| Arbitro: | Farina (Novi Ligure) |

|               |           |            |
| Zanchetta 45’ | Marcatori | 11’ Chiesa |

| Arbitro: | Borriello (Mantova) |

|                              |           |           |
| Balleri 15’ C. Lucarelli 73’ | Marcatori | 29’ Cozza |

| Arbitro: | Tombolini (Ancona) |

|                        |           |             |
| Zanchetta 8’ Cozza 42’ | Marcatori | 69’ Signori |

| Arbitro: | Nucini (Bergamo) |

|           |           |  |
| Tudor 31’ | Marcatori |  |

| Reggio Calabria 18 marzo 2001 23ª giornata | Reggina              | 0 – 0 referto | Roma | Stadio Oreste Granillo (25.072 spett.)\| Arbitro: \| Trentalange (Torino) \| |
| Arbitro:                                   | Trentalange (Torino) |               |      |                                                                              |

| Arbitro: | Messina (Bergamo) |

|           |           |             |
| Taibi 87’ | Marcatori | 67’ Alberto |

| Arbitro: | Cesari (Genova) |

|                                                               |           |  |
| A. Filippini 33’ Petruzzi 48’ R. Baggio 73’ (rig.) Tare 90+1’ | Marcatori |  |

| Arbitro: | Treossi (Forlì) |

|  |           |                 |
|  | Marcatori | 16’, 70’ Crespo |

| Arbitro: | N. Ayroldi (Molfetta) |

|  |           |                                      |
|  | Marcatori | 21’ Marazzina 43’ Cozza 90+1’ Mamede |

| Arbitro: | Messina (Bergamo) |

|                                        |           |             |
| Dionigi 5’ Marazzina 42’ Zanchetta 50’ | Marcatori | 59’ Edmundo |

| Arbitro: | Farina (Novi Ligure) |

|                 |           |               |
| Zanchi 64’, 86’ | Marcatori | 52’ Marazzina |

| Arbitro: | Bolognino (Milano) |

|                  |           |  |
| Bernini 38’, 75’ | Marcatori |  |

| Arbitro: | De Santis (Tivoli) |

|           |           |               |
| Zauri 11’ | Marcatori | 16’ Zanchetta |

| Arbitro: | Racalbuto (Gallarate) |

|            |           |  |
| Vargas 49’ | Marcatori |  |

| Arbitro: | Braschi (Prato) |

|                      |           |               |
| Materazzi 62’ (rig.) | Marcatori | 31’ Zanchetta |

| Arbitro: | Farina |

|                              |           |              |
| Morabito 77’ Paulo Costa 82’ | Marcatori | 69’ K'aladze |

## Spareggio Permanenza in Serie A
| Arbitro: | Cesari (Genova) |

|             |           |  |
| Laursen 61’ | Marcatori |  |

| Arbitro: | Braschi (Prato) |

|                         |           |             |
| Zanchetta 42’ Cozza 45’ | Marcatori | 85’ Cossato |

## Coppa Italia
| Arbitro: | Serena (Bassano del Grappa) |

|                        |           |  |
| Rossini 41’ Donati 63’ | Marcatori |  |

| Arbitro: | Paparesta (Bari) |

|  |           |               |
|  | Marcatori | 79’ C. Zenoni |

## Statistiche

### Statistiche dei giocatori
Sono in corsivo i calciatori che hanno lasciato la società a stagione in corso.
| Giocatore       | Serie A  | Serie A  | Serie A     | Serie A    | Coppa Italia | Coppa Italia | Coppa Italia | Coppa Italia | Totale   | Totale | Totale      | Totale     |
| Giocatore       | Presenze | Reti     | Ammonizioni | Espulsioni | Presenze     | Reti         | Ammonizioni  | Espulsioni   | Presenze | Reti   | Ammonizioni | Espulsioni |
| --------------- | -------- | -------- | ----------- | ---------- | ------------ | ------------ | ------------ | ------------ | -------- | ------ | ----------- | ---------- |
| M. Taibi        | 34 (+2)  | -49 (-2) | 2           | 0          | 1            | -1           | -            | -            | 37       | -50    | 2           | 0          |
| E. Belardi      | 1        | -0       | 0           | 0          | 1            | -2           | -            | -            | 2        | -2     | 0           | 0          |
| A. Castelli     | 0        | -0       | 0           | 0          | -            | -            | -            | -            | 0        | -0     | 0           | 0          |
| M. Jiránek      | 14       | 0        | 1           | 0          | -            | -            | -            | -            | 14       | 0      | 1           | 0          |
| L. Mezzano      | 13 (+2)  | 0        | 3           | 0          | -            | -            | -            | -            | 15       | 0      | 3           | 0          |
| M. Caneira      | 22       | 0        | 0           | 1          | 1            | 0            | -            | -            | 23       | 0      | 0           | 1          |
| G. Morabito     | 34 (+2)  | 1        | 8           | 0          | -            | -            | -            | -            | 36       | 1      | 8           | 0          |
| J. D. Oshadogan | 22       | 0        | 6           | 0          | 2            | 0            | -            | -            | 24       | 0      | 6           | 0          |
| L. Stovini      | 32 (+2)  | 1        | 6           | 1          | 2            | 0            | -            | -            | 36       | 1      | 6           | 1          |
| S. Ricca        | 0        | 0        | 0           | 0          | -            | -            | -            | -            | 0        | 0      | 0           | 0          |
| I. Franceschini | 0        | 0        | 0           | 0          | 2            | 0            | -            | -            | 2        | 0      | 0           | 0          |
| A. Zoppetti     | 0        | 0        | 0           | 0          | -            | -            | -            | -            | 0        | 0      | 0           | 0          |
| A. Zanchetta    | 24 (+2)  | 5 (+1)   | 4           | 0          | 2            | 0            | -            | -            | 28       | 6      | 4           | 0          |
| J. Mamede       | 23 (+2)  | 1        | 10          | 1          | 1            | 0            | -            | -            | 26       | 1      | 10          | 1          |
| F. Cozza        | 32 (+2)  | 5 (+1)   | 5           | 0          | 2            | 0            | -            | -            | 36       | 6      | 5           | 0          |
| J. Vargas       | 26 (+2)  | 1        | 8           | 1          | 1            | 0            | -            | -            | 29       | 1      | 8           | 1          |
| W. Sbaglia      | 0        | 0        | 0           | 0          | -            | -            | -            | -            | 0        | 0      | 0           | 0          |
| P. Costa        | 22 (+2)  | 1        | 1           | 0          | 2            | -            | -            | -            | 26       | 1      | 1           | 0          |
| S. Vicari       | 21 (+1)  | 0        | 1           | 0          | 1            | 0            | -            | -            | 23       | 0      | 1           | 0          |
| E. Brevi        | 29 (+1)  | 1        | 14          | 0          | 2            | 0            | -            | -            | 32       | 1      | 14          | 0          |
| A. Bernini      | 21 (+1)  | 2        | 5           | 0          | 2            | 0            | -            | -            | 24       | 2      | 5           | 0          |
| R. Verón        | 16 (+1)  | 0        | 0           | 0          | -            | -            | -            | -            | 17       | 0      | 0           | 0          |
| Mozart          | 12       | 1        | 2           | 0          | -            | -            | -            | -            | 12       | 1      | 2           | 0          |
| P. A. Arabia    | 0        | 0        | 0           | 0          | -            | -            | -            | -            | 0        | 0      | 0           | 0          |
| S. Dié          | 0        | 0        | 0           | 0          | -            | -            | -            | -            | 0        | 0      | 0           | 0          |
| E. Bogdani      | 17 (+2)  | 1        | 0           | 0          | 2            | 0            | -            | -            | 21       | 1      | 0           | 0          |
| M. Marazzina    | 29 (+2)  | 4        | 0           | 1          | 2            | 0            | -            | -            | 33       | 4      | 0           | 1          |
| M. Nassi        | 2        | 0        | 0           | 0          | -            | -            | -            | -            | 2        | 0      | 0           | 0          |
| D. Dionigi      | 21 (+2)  | 6        | 1           | 0          | -            | -            | -            | -            | 23       | 6      | 1           | 0          |
| D. Possanzini   | 10       | 1        | 0           | 0          | 2            | 0            | -            | -            | 12       | 1      | 0           | 0          |
| S. Dall'Acqua   | 0        | 0        | 0           | 0          | -            | -            | -            | -            | 0        | 0      | 0           | 0          |
| G. Reggi        | 2        | 0        | 0           | 0          | -            | -            | -            | -            | 2        | 0      | 0           | 0          |